# 50727 Aliceverett
50727 Aliceverett è un asteroide della fascia principale. Scoperto nel 2000, presenta un'orbita caratterizzata da un semiasse maggiore pari a 3,0696471 au e da un'eccentricità di 0,0573210, inclinata di 10,72262° rispetto all'eclittica.